# PandoraHearts
『PandoraHearts』（パンドラハーツ）は、望月淳による日本の漫画作品。『月刊Gファンタジー』（スクウェア・エニックス）にて2006年6月号から2015年4月号まで連載された。略称は「パンドラ」。『Gファンタジー』2005年1月号に掲載された読み切り『パンドラハーツ』を原案とした作品。読み切りは8巻収録。『不思議の国のアリス』、『鏡の国のアリス』などの童話をモチーフにしている。雑誌連載時の1Pのあらすじを「パンドラハーチュ」として毎回描き下ろしている。2021年3月時点で累計部数は550万部を、2015年12月時点で全世界累計部数は780万部をそれぞれ突破している。
2007年12月21日にフロンティアワークスよりドラマCDが発売された後、『Gファンタジー』公式サイトおよび、2008年12月号にてテレビアニメ化が発表され、2009年4月から同年9月まで放送された。

## あらすじ
四大公爵家ベザリウス家の次期当主・オズ＝ベザリウスは、15歳の成人の儀の最中に身に覚えのない罪によって、闇の監獄・アヴィスへと堕とされる。アヴィスの中に閉じ込められた彼はそこで「血染めの黒うさぎ（ビーラビット）」と呼ばれるチェインのアリスと出会い、彼女と契約を交わすことでアヴィスから脱出することに成功する。だがそこは、10年後の世界だった。ギルバート＝ナイトレイ、シャロン＝レインズワース、ザークシーズ＝ブレイクらと再会したオズ。アリスの失われた記憶とは何か。そしてオズの罪とは何なのか。運命の歯車が動き出すーー。

## 登場人物
※声は担当声優、演はミュージカルでの担当俳優を記載。
※担当声優はドラマCD、テレビアニメの順に記載。特に記述がない場合は、現段階では不明またはドラマCDの担当声優とする。なお、「-」はそれぞれに登場しなかったことを示す。

### 主要人物
オズ＝ベザリウス
年齢：15歳。身長：164 cm。誕生日：12月26日。血液型：O型
声：皆川純子、同左 / 演：横山賀三
物語の主人公で、四大公爵家の一つベザリウス家の次期当主。
15歳の成人の儀の際にバスカヴィルの民によって身に覚えの無い罪を宣告され、闇の監獄・アヴィスに堕とされた。そこで血染めの黒うさぎ（アリス / ビーラビット）と呼ばれるチェインと違法契約を交わすことでアヴィスを脱出したが、時間の歪曲によって10年後の世界に降り立つ。その後は、自分がアヴィスに堕とされた理由である己の罪と、現実世界に散らばったアリスの記憶を探すために行動している。
女の子が大好きで、初対面のシャロンに心を射抜かれたり、花売りの貧しい女の子にホスト顔負けの台詞を言ったりと節操がない。
陽気でいたずら好きだが、従者かつ親友であるギルバートをいじめることが半ば趣味という腹黒少年。頭の回転が早く、大人びた一面も持つ。
血染めの黒うさぎ(ビーラビット)との契約の影響のせいか、時折力を暴走させ、鎌を振るう。
妹のエイダを溺愛している。母は幼いころに亡くなり、父親からは忌み嫌われていた影響で、親の愛に恵まれなかった。そのため、面倒を見てくれた叔父のオスカーを父親のように慕っている。
幼いころ、父親から「生まれてこなければよかった」と言われたことが心の傷となり、未来や周囲の人間に期待せず、全てを受け入れてしまうようになる。それが危機感のなさや自己犠牲的な言動に繋がっていたが、エリオット達との出会いやロッティの言葉で己の弱さに気付いてからは「自分」に眼を向け始めた。元々は、レイシーがアヴィスの核に初めて贈ったうさぎのぬいぐるみに魂が宿り誕生した存在。レイシーやその子供であるアリスと接することで徐々に自我が発達し、アリスによって「オズ」と名付けられる。後にジャックとの契約で黒うさぎ(ビーラビット)のオズというチェインとなった。やがてチェインとしての自覚を無くした魂が巻き戻しを続けるジャックの肉体に残り、現在のオズ＝ベザリウスとして形成される。この真実を知って一度は己の存在を否定しかけたが、エコーやギルバートの言葉を受けて自分がそこにいることを肯定できるようになる。自らアヴィスの意思への道を開くために刻印を一周させ、黒うさぎの姿で最下層に乗り込む。改心したアヴィスの意思と契約を交わし、ギルバート達との再会を約束しアリスと共にアヴィスに残った。そして最終話のラストシーンにてギルバートと再会した。
アリス（血染めの黒うさぎ / ビーラビット）
声：田村ゆかり、川澄綾子 / 演：竹内夢
年齢：不明（外見年齢14歳）。身長：150 cm。誕生日：7月20日。血液型：O型。
物語のヒロインで、オズと契約を交わした「血染めの黒うさぎ（ビーラビット）」と呼ばれるチェイン。
可愛らしい容姿とは裏腹に、凶暴かつ男勝りで欲しいものは強引にでも手に入れたがる自己中心的な性格だが、あれこれ考え込まないさっぱりした部分もあり、時折ツンデレな一面も見せる。小柄な体格に反した大食いで、肉類が大好物。
普通のチェインとは性質を異にしており、確立した人格を持っている上に人間を食べる必要がない。本来の姿は大鎌と鎖を武器とした巨大な黒いうさぎだが、普段はオズの体に負担をかけないようギルバートのチェイン・鴉（レイヴン）に力を制御されているため、黒髪の少女の姿をしている。失われてしまった自分の記憶を探すためにオズと違法契約を交わし、アヴィスからオズ達がいる世界へとやって来た。
ギルバートを「ワカメ」「海産物」、ブレイクを「ピエロ」などと呼ぶ。契約からオズを自分の所有物だと認識しているが、オズがエイダと再会したときに嫉妬したりもした。
本来はアヴィスで生まれ落ちた人間の少女で、アヴィスの意志とは双子の姉妹に当たる。100年前のサブリエではレヴィやオズワルドらと共に暮らしており、普段の男勝りな口調はオズワルドの口調を真似たもの。まだぬいぐるみだったオズを友達としてとても大切にしていた（しかし物理的な扱いはオズの回想曰く「いろいろと酷い」）。
サブリエの悲劇にて、ジャックとの契約で虐殺を強いられるオズ（ビーラビット）を救うため、ジャックをアヴィスの意志に干渉させないために、自ら喉を切って絶命。直後にオズの力を奪い取って自身が黒うさぎ（ビーラビット）となる。しかしアヴィスの核がアリス（白）の記憶を砕いた影響で自身も記憶を失い、黒うさぎの力と自覚だけが残ったために、血染めの黒うさぎとして力を行使していた。最終決戦の後、アヴィスの意思と和解してオズと共にアヴィスに残る。最終話のラストシーンにてギルバートと再会した。
ギルバート＝ナイトレイ
声：小西克幸・坂本梓馬（小）、鳥海浩輔・坂本梓馬（小） / 演：泰江和明
年齢：不明。身長：182 cm。誕生日：2月5日。血液型：B型。
オズの親友であり忠実な従者。二丁拳銃を武器として使う。愛称はギル。猫とピーマンが苦手。
幼少時、記憶を失くし傷だらけで倒れているところをベザリウス家に保護され、使用人となった。出会った当初はオズのことを主人（マスター）と呼んでいたが、オズがそれを禁じたために以降は「坊ちゃん」、再会後は「オズ」と呼んでいる。オズがアヴィスに堕とされてから、彼を救うためベザリウス家と敵対するナイトレイ家の養子になる。パンドラに加わってナイトレイ家の所持するチェイン・鴉（レイヴン）を手に入れ、10年間オズの帰還を待ち望んでいた。現在は首都レベイユ郊外で一人暮らしをしている。彼が愛用している帽子は、エイダからの贈り物。
自分の身を顧みないオズを常に見守り、時には盾となり続けてきたが、彼が「ギルに寄りかからなくて済むように」と変わっていくにつれ、自分だけが取り残される恐怖心を覚えるようになる。
10年間で性格は様変わりしたが根の部分は変わらず、オズやシャロン、ブレイクからは今でも弄られており、ヘタレと称されることもある。酒が入ると泣き上戸になる。
その正体はバスカヴィルの民。かつてはヴィンセントと共に100年前の時代を生きており、二人で放浪していたところをジャックに保護された。魂の残滓となった彼と対面して「自分がジャックの従者だったのではないか」と思うようになるが、実際に彼を従者としていたのは、バスカヴィルの民であると判明した二人を引き取ったグレン（オズワルド）であった。
元々はオズワルドの後継として次のグレンを受け継ぐはずだったが、レイヴンを継承する儀式が阻害されたためにグレンにならず、契約の資格のみを保有し続けてきた（ナイトレイの実子達がレイヴンと契約できなかった理由は、この資格保有によるもの）。
中盤グレンに対する恐怖でオズを撃ってしまい罪悪感に駆られてしまう。そのことで自らの左腕に刻まれたグレンの誓約ごと鴉の炎で消滅させ、自らオズを守ると誓い改めて鴉と契約したことで違法契約者となる（バスカヴィルの民であるため刻印の針は存在せずアヴィスに堕ちることは無い）。最終決戦後、オズとアリスとの再会を約束し別れ、ラストシーンにて2人と再会し「おかえり」と抱きかかえる。
シャロン＝レインズワース
声：堀江由衣、花澤香菜 / 演：礒部花凜
年齢：23歳（外見年齢13歳）。身長：157 cm。誕生日：4月13日。血液型：B型。
レインズワース家の令嬢。パンドラに属している正規の契約者。契約の影響で体の成長が13歳で止まってしまっている。
どんなときでもゆったりティータイムを楽しむマイペースな性格で、オズが一目惚れするほどの美少女だが、オズに負けず劣らないほどのしたたかで腹黒い一面も持っている。酒が入るとサディストな女王様キャラとなり、アニメ版ではより過激な演出がなされている。
ロマンス小説が好きでありながら、挿絵のキスシーンを直視出来なかったりと、恋愛に関してはピュアな一面も見せる。
常に携帯しているハリセンはレインズワースに代々伝わる道具であり、日々の鍛錬の中では音速を超えることも。シャロンの場合、主にブレイクに対して使う。その実ブレイクのことを慕っており、幼少時の名残でたまに「ザクス兄さん」と呼ぶこともある。
アリスのことは妹のように思っているようだが、その強引さからアリスには恐れられている。
ブレイクの「いかにもお嬢様好みのショタ少年」などの発言から、ショタコンとみられる節もある。
契約しているチェインは一角獣（エクエス）。主に偵察や謀報活動に使っているが、戦闘能力もなかなかのものであるらしい。
最終決戦後は体が成長し、後にレイムと結婚した。
ザークシーズ＝ブレイク
声：関俊彦、石田彰 / 演：山本一慶
年齢：39歳（外見年齢24）。身長：177.5 cm。誕生日：9月30日。血液型：A型。
レインズワース家の使用人であるが、使用人としての仕事内容は不明。シャロンと同じく、パンドラに所属している正規の契約者である。50年前にアヴィスに堕ちた際、アヴィスの意思に左目を奪われており、それを前髪で隠している。愛称は「ザクス」。
「エミリー」と名付けられた人形をよく肩に乗せており、よく腹話術で会話をしている。
掴み所のない飄々とした性格で、慇懃だが人を食ったような物言いをする。奇矯な言動が目立つが、それは演技で、本来は忠誠心に厚い生真面目な人物であり、シェリーやシェリルに対しては良識のある態度で接する。前へと進めないオズやギルバートをさりげなく後押ししており、作者曰く「厳しいパパ」。昔から甘いものが好きだったが、現在のようなキャラになる以前は人前で甘いものを食べることに躊躇っていた。しかし、今ではお菓子を持ち歩くなど、極度の甘党であり、飴を噛む癖がある。
本名をケビン＝レグナードといい、50年前「赤眼の亡霊」と恐れられていた違法契約者であった。二度の契約を重ねているために肉体への負荷が蓄積し、視力低下を始めとした諸症状が現れているものの、周囲の気配や音を頼りに戦闘をこなすなど傍目には衰えを感じさせない（オズやレイムなど一部の人物には諸症状が勘付かれている）。物語中盤で完全に失明する。
チェイン・マッドハッター（イカレ帽子屋）の契約者。アヴィスにまつわる物を破壊できるチェインである。それ以外でも非常に高い身体能力と剣術を持っており、チェシャ猫などの上位のチェインやバスカヴィルの民を同時に複数相手にしても逆に圧倒できるほどの実力を持つ（しかも視力が低下した状態でである）。さらにマッドハッタ―の力を刃に宿らせることで、本来なら不死身である筈のバスカヴィルの民を殺すことができるため、バスカヴィルの民からは自分達にとって最大の脅威・天敵として認識され警戒されている。パンドラからはその戦闘力もあってパンドラ最強の男と呼ばれており、エリオットから尊敬されている。シェリルからオズが力を暴走させた際はオズを殺すように命令されて本人もそのつもりではあったが、オズへの好奇心からたとえ暴走されようともオズの殺害を断念した。最期はマッドハッターの能力を使い切り衰弱し、シャロンとレイムの腕の中で息を引き取る。

### ベザリウス公爵家
オズ＝ベザリウス
主要人物の項を参照。
ジャック＝ベザリウス
声： - 、小野大輔 / 演：鮎川太陽
年齢：25歳。身長：180 cm。誕生日：1月19日。血液型：O型。
下級貴族だった約100年前のベザリウス家の三男（妾の子）で、当時はオルゴール職人をしていた。レイシーに出会う前はホームレス同然の生活をしていたが、レイシーと出会い生きる希望を与えられた。それ以来、レイシーに執着している（レイシー曰く「自分を愛しているわけではなく、その瞳には何も映していない」）。
オズと同じ金髪・エメラルド色の瞳を持ち容貌もとても似ている。明るく女好きな性格で、その点はベザリウス家の子孫のオズやオスカーとも通じるところがある。現在では貴族達の間では「サブリエの悲劇」を止めた英雄として語り継がれており、後のベザリウス家の隆盛に大きく貢献した。
作中の時点では既に故人であり、元はアリスの記憶の中に魂の断片として登場した人物なのだが、現在はオズの精神の中に宿っており、有事の際にはオズを乗っ取ることもある。アリスがその場にいないにもかかわらず黒うさぎの力を引き出すなど謎の多い人物である。
グレン＝バスカヴィルとは親友であり、バスカヴィル家と親交のあった数少ない人物だった。アリス達の正体やグレンを殺した苦悩を綴った手記を、当時のバルマ公に託している。
勘の鋭い人からは、その異質な人柄から「静なる水」に例えられる。本人は自分を見透かされているように感じ、その表現を好まない。自ら刻印の一周によりアヴィス最下層に入り込む。戦後はオズ達とわかり合い消滅した。
チェイン・ 「黒うさぎのオズ」の契約者。
エイダ＝ベザリウス
声：徳永愛、福原香織
年齢：18歳。身長:166 cm。誕生日：6月2日。血液型：A型。
ベザリウス家の長女でオズの実妹。おっとりとした性格で、少々天然なところがある。兄のオズと叔父のオスカーに溺愛されている。10年前はダイナという猫を飼っていたが、現在はスノウドロップ（白猫）とキティ（黒猫）の2匹を飼っている。オズが10年間の時を越えたために、再会したときにはオズよりも年上になっていた。幼げな顔に似合わず豊満なスタイルで、ロッティを越える巨乳である。曰く「その胸は凶器」。
国内屈指の名門校・ラトウィッジ校に在学しており、風紀委員を務めている。生徒であるエリオットにはベザリウスの人間という理由で嫌われているが、エイダ自身はエリオットのことをいい人だと認識している。加えて学内でエリオットが自分の飼い猫と戯れている様子を目撃して可愛いと感じている。
ヴィンセントに好意を持っており、彼に何を言われても一途に慕っている。一方で、そのことをオズやオスカーに話せていないために、彼らの気を激しくもませている。
アヴィスへと落とされた兄を救う手掛かりを求めて黒魔術などを調べていくうちにオカルト好きになってしまい、幾つもの禍々しいオカルトコレクションを秘密部屋に隠している。これについてはさすがのヴィンセントもかなり引いていた。最終決戦後はヴィンセントに告白するが「人間とバスカヴィルの民は共存できない」と断念される。
オスカー＝ベザリウス
声： - 、梅津秀行
年齢：45歳。身長：190 cm。誕生日：5月22日。血液型：O型。
オズとエイダの叔父で、10年後では消息を絶った兄のザイ＝ベザリウスの代わりにベザリウス家の現当主を務めている。ベザリウスの扉の鍵を所有しており、妻の指輪に宿らせている。
オズやギルバートやエイダにとっては父親代わりであり、10年前のオズの成人の儀も執り行った人物。とても陽気で庶民的な性格で、さらに女好きでもある。ブレイクやレイムとも仲がよいが、ヴィンセントには苦手意識を抱いている。また、チェスが滅法弱くて一度も勝ったことがない。
既婚者であり妻がいたのだが、体が弱く出産の際に子供と共に亡くなっている。無事の出産となるよう願いを託していたカメラは使われずに長年しまわれていたが、自身が主催したお茶会で初めて使用された。オズのことは心から「大切な息子」だと思っている。バスカヴィルに追われているオズ達を逃がすためにツヴァイ（エコー）に刺され致命傷を負い最期はザイの凶弾の前に殺害される。
サラ
オスカー＝ベザリウスの妻。元は平民の出身であり、オスカーがお忍びで街に来たときに出会った。
体が弱かったために出産時に母子共に亡くなっている。
ケイト
声： - 、久川綾
ベザリウス家のハウスキーパー。オズがアヴィスへと堕ちた10年後も変わらずベザリウス家に仕えている。
ザイ＝ベザリウス
声： - 、大川透
年齢：49歳。身長：181 cm。
オズとエイダの父親。息子のオズを疎んで滅多に会うこともなく、その存在すら受け入れようとしなかった。10年前より以前はベザリウス家の当主だったが、成人の儀以降は消息を絶ってしまいその行方も動向も不明だった。しかし後に、バスカヴィルの民と行動を共にしていることが判明する。さらにヴィンセントを通じて同じくバスカヴィルと繋がりを持っていたナイトレイ公とも裏で交流していた。
10年後の姿でサブリエでオズ達と再会するが、オズには全くの関心が無いように振舞った。実は成人の儀の日にオズをアヴィスに堕とした張本人であり、10年前からバスカヴィルの民と手を組んでいた様子が見られる。エイダにも表向きはきつく当たっているが、彼女のことは実際は娘として内心では愛しており、彼女を守るためにも行動していた。
実はオズは彼の実子ではなく、ジャックの体を得たチェインである。元々はジャックの頼みでオズをベザリウス家に受け入れたのだが、ジャックが自身の器であるオズを受け入れさせるために彼の妻子を死に追いやったことを知り、ジャックや自分の本当の子供の代わりに居座ったチェインであるオズを憎悪するようになった。オズをアヴィスに堕としたのは黒うさぎの力を他者に渡さないためだった。
劇中では当初は素顔を明かされていなかったのだが、物語終盤にオズが初めて彼の眼を見たことで遂に素顔が明かされた。
ベザリウス家の所有するチェイン・鷹獅子（グリフォン）の契約者である。黒い翼を持つチェインの一つで、アヴィスと空間を繋いで相手をアヴィスに堕とすことができる。
オズを追い、オズをかばった実弟・オスカーを自らの手で銃殺した。だが、実娘のエイダのことは大切に思っており、ツヴァイに殺されかけたエイダを必死に庇った。
レイチェル＝セシル
オズとエイダの母親。ザイ＝ベザリウスの妻。エイダを産んで間もないころに亡くなっている。馬車で事故に遭ったとされているが、ナイトレイ家の人間により殺されたとも噂されている。しかし実際は、自身の体とオズをベザリウス家に受け入れさせようとしたジャックによって殺された可能性が高い。

### ナイトレイ公爵家
ギルバート＝ナイトレイ
主要人物の項を参照。
ヴィンセント＝ナイトレイ
声： - 、福山潤・大浦冬華（小） / 演：佐々木喜英
年齢：不明（自称23歳）。身長：177 cm。誕生日：9月23日。血液型：B型。
ギルバートの実弟で、彼と同じく100年前からやって来た人間。愛称はヴィンス。ニンジンを苦手としている。
15年前に傷だらけで倒れているところを四大公爵家の一つナイトレイ家に保護されて養子となった。元はサブリエでギルバートと共に暮らしており、「サブリエの悲劇」によってアヴィスに堕ち、アリスの部屋の崩壊に巻き込まれ現在に脱出する。
右目がワインレッド、左目が金色のオッドアイで、幼少時代はその紅眼から「禍罪の子」と称され、迫害されて育った。その影響か、穏やかな物腰に反して非常に冷酷かつ底意地の悪い性格で、ギルバート以外の相手には滅多に心を開かないブラコン。
従者のエコーに対しては、自分の傍に置いて人形のように可愛がっている様子もあるが、「使用人」という枠を越えて彼女の人権を無視したような命令や行動も度々見られる。鋏でぬいぐるみを切り刻むなどの歪んだ性癖を持っている。その一方で、一度気を許した相手にはとことん尽くすタイプであり、100年前に自分とギルバートを救ってくれたジャックに対して、異常なほどに懐いている。他にもグレンとして目覚めたリーオにもかなり気を許している。
ナイトレイ家で過ごしている間はギルバート同様冷たい仕打ちを受けていたが、2人に対しても平等かつ対等に接していた義弟・エリオットには「君がいてくれたから、ギルバートはあの家の中でも笑っていられた」として唯一心を開いており、内心では自分と正反対でどこまでも真っ直ぐなエリオットの在りように敬意すら抱いていた模様。
バスカヴィルの民と裏で繋がっており、四大公爵家が持つ扉の鍵を狙っている。エイダに近付いたのも、ベザリウスの鍵を持つオスカーに対しての人質にするためであったのだが、エイダの一途さに心が揺らぐこともある。
契約しているチェインは眠り鼠（ヤマネ）。気を抜くとすぐその力にあてられて所構わず寝てしまう。また、二重契約者であり死刑執行人（ディミオス）の違法契約者でもある（バスカヴィルの民であるため刻印に針は存在しない）。真の目的は自身の存在を無かったことにしてサブリエの人々を救うことだった。終盤で自身を否定しギルバートに本音を暴露したがギルバートとエイダの説得により涙ながらに考えを改めた。エコーが死亡した際はその死を悲しんだ。ギルバートを助けるためにアヴィス最下層に乗り込む。最終決戦後はエイダと結ばれるはずだったが人間とバスカヴィルの民は結ばれないと言い自らエイダと結ばれることを拒む。ラストシーンの直前に体の限界がきてギルバートと互いに一緒にいれたことを喜びながら体が崩壊し死亡する。
エコー
声：広橋涼、同左 / 演：髙橋果鈴
年齢：不明（自称16歳）。身長：160cm。誕生日：6月11日。血液型：AB型。
ヴィンセントを主とする従者。身体能力が高く、袖に隠した暗器を使いこなす。常に無表情・慇懃な口調で話し、機械的に行動する。
生まれたときからナイトレイ家に仕えており、現在はヴィンセントの傍にいるが彼自身にはあまり良い感情を持っていないようである。命令には絶対服従であり、ヴィンセントにどんな仕打ちをされても受け入れているが、実際彼女自身は、彼のことは「ウザイ」と思っている。
感情表現に乏しく、オズに出会うまでは「楽しい」という感情すら理解していなかったが、彼の影響を受けて少しずつ自分の意志を持ち始めるようになり、ヴィンセントの命に逆らうことすらもでてきた。フィリップを追っているとき、オズに「無関心でなければそれはもう無関係ではない」と言われたことで、その考えに共感して、シャロンの命を救った。
生きた証を忘れぬために、分刻みで個性的な日記をつける記録魔。オズ曰く「観察日記」。
オズのヒロインのうちの一人でもある。オズに好意を持っている様子が見受けられ、アリスに嫉妬しているような描写もみられる。オズからは「エコちゃん」と呼ばれており、その度に「エコーです」と言い返すパターンがお決まりになっている。
二重人格者であり、ツヴァイ（ノイズ）と同一人物である。本人曰く「エコーは使い捨ての人格」らしい。正体は「ドルダム」というドルディによって作られたツヴァイのもう１つの人格で、エコー（反響音）とはドルダムのもう1つの呼び名。オズに接してもらったことでオズに好意を抱くようになり、オズを守るために戦うと誓ったものの体に限界がきてしまい、オズに今まで気遣ってくれたことを感謝しながら体が崩壊し死亡した。
エリオット＝ナイトレイ
声： - 、野島裕史
年齢：16歳。身長：173 cm。誕生日：8月8日。血液型：A型。
ナイトレイ家の4男で、ギルバートとヴィンセントの義弟。はねた前髪と八重歯、左目の泣き黒子が特徴。ラトウィッジ校に従者のリーオと共に通っている。愛称はエリー。
幼いころからナイトレイ家の人間だということで中傷されてきた経緯もあって「ナイトレイ家の誇り」に執着する傾向がある。同時にベザリウス家のことを良く思っていないのは、父であるナイトレイ公から「ベザリウスへの憎しみを忘れるな」と幼少期から教育を受けていたからでもある。ただし実兄姉らとは違って、養子であるギルバートとヴィンセントのこともナイトレイ家の一員として見ている。それゆえに、家を出てベザリウス家であるオズの従者を自称するギルバートには反発しがちだが、今でも義兄として慕っている様子もある。ギルバートやヴィンセントの方もエリオットにだけは心を開いており、図らずもギルバートがオズのいない10年の間それでも笑顔を失わずにいれたのはエリオットの存在が大きかった模様。ヴィンセントも内心ではエリオットに感謝しつつ、自分とは正反対でどこまでも真っ直ぐな彼に敬意も抱いていた模様。
曲がったことが嫌いな直情型の性格で「自分を軽視するものに他人を守る資格はない」というオズとは対照的な信念を持っており、彼の言動は後にオズに対して大きな影響を与えることになり、自罰的になっていたオズを変えていった。一方で、短気で口が悪く素直になれない所がある。エイダ曰く「優しくて頼りになる人」、リーオに言わせれば「聡いのに馬鹿」である。パンドラ一強い男と称されているブレイクに憧れており、これまで剣の勝負を挑んではその度に負かされている。ブレイクからは「沸点の低いお坊っちゃん」として認識されている。
オズと同じく「聖騎士物語」の大ファンであり、出会い頭にオズの好きなキャラクターを批判したために、初対面時はオズとは仲が悪かった。また、オズがベザリウス家の人間であると分かったために当初は表面上は嫌っていたが（オズからは初対面以降はむしろ懐かれていた）、少しずつ心を許し始め、やがて友人となっていった。
家族の反対を押し切り、対等な友として「白き天使（フィアナ）の家」の孤児であるリーオを自身の従者にした。実はリーオと初対面したこのときにチェインの人体実験場だったフィアナの家でチェイン・ハンプティダンプティに襲われて無自覚の間に違法契約をしており、以降は父親のナイトレイ公にハンプティダンプティの研究のための研究対象としてフィアナの家の子供達と同様に監視されていた。同時に首狩り（模倣犯）の正体であり、リーオを殺害しようとしていた兄弟達を無自覚の間に殺害した。ユラ邸での首狩り騒動時に、自分がハンプティダンプティと契約していたことを思い出す。チェインと戦うオズに自分の命を背負わせてしまうことを拒み、全てを引き受けるべく自らハンプティダンプティの存在を否定し、誇り高き最期を迎えることとなった。最期にリーオに謝罪の言葉を残し、それはヴィンセントからリーオに伝えられた。
リーオ
声： - 、渡辺明乃
年齢：16歳。身長：164 cm。誕生日：10月25日。血液型：AB型。
エリオットの従者。黒髪のボサボサ頭に丸眼鏡（伊達）が特徴。ナイトレイ家が運営する孤児院「白き天使（フィアナ）の家」の出身。
のんびりとしてマイペースな性格で、客観的かつ公平な視点の持ち主。剣や銃の扱いは不得手。普段は公正かつ適切なアドバイスで常にエリオットをフォローしているが、エリオット曰く「すぐキレるし狂暴」。興味の範囲が広くて知的好奇心も旺盛。娯楽小説から難解な学術書まで、読書傾向もジャンル不問の読書家。独学だがピアノが上手く、エリオットと連弾することもある。
内心ではエリオットのことを心から尊敬しており、彼のためならば例えそれがオズや自分であっても殺せるとオズに話し、またその際に、自分が全ての元凶ならばオズの手で殺すように頼んでいた。実はグレンの魂の継承者で、幼いころから歴代グレンの声が聞こえ、黄金の光が見えていたために目を前髪と眼鏡で隠していた。ナイトレイ公がフィアナの家に彼を引き取り、エリオットの従者になることを許したのもこのためである。エリオットの死後は眼を隠すことを止めて、髪を切る。忠誠を誓ったヴィンセントとアヴィスの意志を消し去ることを決心する。
グレンの魂の封印が解けた際、体の所有権をオズワルドに奪われる。グレンの死後、アヴィスを正常な状態に戻すためにオズに手を貸す。最終決戦後は核と化したアヴィスの意思と共存することを決める。

バーナード＝ナイトレイ
四大公爵家の一つであるナイトレイ公爵家の現当主。通称ナイトレイ公。エリオットやその兄姉達の実父であり、またギルバートとヴィンセントの養父にあたる。
パンドラでの会議中、突然の黒うさぎ（アリス）とオズの襲来にも怯まないなど当主としての胆力を持っている。足が不自由であり、車椅子や杖を使っている。
エリオットを含めた子供達にベザリウス家への敵意などを植え付けた人物だが、本人は失踪したベザリウス家の元当主であるザイ＝ベザリウスと交流があるらしく、サブリエに居たエリオットの保護を依頼した。また、10年前の成人の儀の際に、ザイの嘘のアリバイを証言してギルバートの目撃証言を握り潰した張本人でもある。
100年前に失われたナイトレイ家の誇りを取り戻すことに執念を燃やし、その一環としてチェインの研究のための人体実験施設として養護施設「白き天使（フィアナ）の家」を設立し、またアヴィスの情報を得るために、密かにバスカヴィルやユラとも裏で繋がっていた。特にユラとはフィアナの家で彼の教団を受け入れて共同研究をしており、バスカヴィルとは養子のヴィンセントを通じて、ユラとは心を病んで彼のカルト教団に入った妻のヴァ―ニスを通じて接触した。ザイともバスカヴィルを介して繋がりを持っていた。
その本性は、家の名誉回復と自身の保身しか考えていないどこまでも自己中心的な人物であり、息子のエリオットが違法契約者となって兄弟達を殺害して家庭が崩壊しても、あくまで自分の利益を優先して息子をチェインから助けようとはせずに、そのまま放置して研究対象として監視していた。また、リーオをフィアナの家に引き取ってエリオットの従者になるのを許したのも彼がグレンの器であることを知っていたからであり、ヴィンセントとギルバートを引き取ったのも彼らが過去の人間で、特にナイトレイ家のチェイン・鴉（レイブン）の契約の資格をギルバートが持っていたためである。エリオットと同じく家の名誉と誇りを重んじていたが、その行動原理はどこまでも自分のためであり、その有り様はエリオットとはまさに正反対と言える。その醜悪さにはあのヴィンセントですら珍しく嫌悪と激情を露わにして「クズ」や「老害」と吐き捨てたほどである。
また、ユラやバスカヴィルと繋がってはいたが、彼らから肝心な情報は何も引き出せてはおらず、逆に体よく利用されていただけだった。結局は上記の通り、肝心のハンプティダンプティも全く制御できておらず、それどころかハンプティダンプティの研究自体も事実上ユラに乗っ取られてしまっていた。
最終的には自身の行動が原因でエリオット自身も含めて家族全員が死亡したにもかかわらず、そのことを意にも介さずに自分の身をパンドラの追及から守るために真っ先に逃亡し、ヴィンセントに自分の保護をバスカヴィルと掛け合うように命じるが、激昂して真の首狩りとしての正体を現したヴィンセントに追い詰められて、必死に命乞いをするも聞き入れられる筈もなく、そのまま首を刎ねられて死亡した。こうして彼が首狩り事件の最後の犠牲者となったと同時に、彼の死を以てナイトレイ家は養子のギルバートとヴィンセントを除いて一家全滅した。
フレッド＝ナイトレイ
エリオットの実兄。ナイトレイ家の長男で、首狩り事件の最初の被害者。養子のギルバートが鴉との契約に挑むことを疎み、叔父と共にギルバートを殺害しようとしたために、首狩り（真犯人）に首を刎ねられて殺される。
クロード＝ナイトレイ
エリオットの実兄。首狩り事件の被害者。
養子であるギルバートとヴィンセントを快く思っておらず、ギルバートが鴉（レイヴン）と契約した際も反発していた。その一方で、弟のエリオットのことはアーネストやヴァネッサと共に可愛がっており、そのためにエリオットがリーオを従者にしたことにも強く反対していた。
弟のアーネストと共にギルバートとヴィンセント、そしてエリオットの従者に相応しくないとしてリーオの殺害を企てたが、首狩り（模倣犯）に首を刎ねられて殺害される。
アーネスト＝ナイトレイ
エリオットの実兄。首狩り事件の被害者。
他の兄弟同様に養子であるギルバートとヴィンセントを快く思っていなかった。対して弟のエリオットのことはクロードやヴァネッサと共に溺愛しており、そのためにエリオットがリーオを従者にしたことにも強く反対していた。同時にエリオットをフィアナの家に最初に連れて行った張本人でもあり、図らずもエリオットとリーオの出会いのきっかけを作った人物である。
兄のクロードと共にギルバートとヴィンセント、そしてエリオットの従者に相応しくないとしてリーオの殺害を企てたが、首狩り（模倣犯）に首を刎ねられて殺害される。
ヴァネッサ＝ナイトレイ
エリオットの実姉。ナイトレイ家の長女であり、男勝りなきつい性格。黒髪のベリーショートで、常にスラックスを着用している。
他の兄弟同様に養子であるギルバートとヴィンセントを快く思っていなかった。対して弟のエリオットのことはアーネストやクロードと共に溺愛しており、そのためにエリオットがリーオを従者にしたことにも強く反対していた。しかし、他の兄弟とは違って彼らの殺害までは考えていなかった模様。
エリオット以外の兄弟が全員首狩りに殺され、母親は心を病んでカルト教団に傾倒し、父親はそれらのことを全く意にも介さないことから、最後に残ったエリオットまでもが殺されることを何よりも恐れている。それゆえにエリオットさえ生きていればいいとリーオを軽視した挙句「殺してやる」と叫んでしまい、その言葉に反応した首狩り（模倣犯）に首を刎ねられて殺害される。
ヴァーニス＝ナイトレイ
エリオット達兄弟の母親。バーナード＝ナイトレイの妻。
次々と息子達が殺されたことで心を病んでしまったところをユラにつけ込まれて、ユラのカルト教団の信者となってしまう。以降はナイトレイ公とユラを繋ぐ窓口としても利用されていた。アヴィスに世界を堕とすことこそが救いだと信じ込み、アヴィスでまた家族に会えるとして儀式のためにリーオを殺そうとした。そして、その光景を見た首狩り（模倣犯）に首を刎ねられて殺害される。

### レインズワース公爵家
シャロン＝レインズワース
主要人物の項を参照。
ザークシーズ＝ブレイク
主要人物の項を参照。
シェリル＝レインズワース
年齢：不明。身長：160 cm。誕生日：11月26日。血液型：B型。
シャロンの祖母で、四大公爵の一つであるレインズワース公爵家の現当主。
ルーファス＝バルマ公爵とは幼なじみで、ルー君と呼んでいる。足が不自由で、従者のふりをしたバルマ公が車椅子を押していることが多い。
シャロンと同じく、いつも穏やかな笑顔を浮かべているが、孫娘同様になかなかに強かで腹黒い性格である。こちらもシャロン同様にレインズワース家に伝わるハリセンを常に隠し持っている。ハリセンには巷で人気の脱力系熊・ジャン太さんストラップをつけており、ミーハーな所も見受けられる。ブレイクのことを「ザッ君」と呼び、シャロンやブレイクを優しく見守っている。愛読書は、シェリーやシャロンと同じく「シルヴィお嬢様と駄犬達」。
レインズワース家が保有するチェイン・梟（アウル）の契約者である。黒い翼を持つチェインの一つで、無音の闇を作り出すことができる。
最終決戦後にバルマと結ばれ（結婚はしていない）、3年後に死別してしまうがバルマの死後もバルマの墓前で彼のことを想い続けている。
シェリー＝レインズワース
シャロンの母親。大らかな人柄の女性で、ブレイクは彼女に救われて以来は忠誠を誓っている。愛読書は「シルヴィお嬢様と駄犬達」。回想でしか登場しておらず、素顔も明かされてはいない。幼いころから体が弱くて、既に亡くなっている。

### バルマ公爵家
ルーファス＝バルマ
声： - 、チョー（幻影）・内田夕夜
年齢：67歳。身長：176 cm。誕生日：4月1日。血液型：B型。
四大公爵家の一つであるバルマ公爵家の現当主。
バルマ家はもともとは何代か前に「かの国」からやってきた外来貴族である。丸々と太った奇矯な性格の老人の姿で公の場に現れるが、それはチェインの力で作り出した幻である。四大公の中では最年長の人物ではあるが、チェインとの契約の影響で外見の成長は20代で止まっている。情に流されない合理的かつ冷徹な人物で「知識は力」を信条とする情報収集マニア。己のために利用できるものは全て利用するような人物で、シェリルの孫であるシャロンにも容赦しない。ブレイクの過去や、ギルバートが失敗した禁煙の回数（8回）など、重要なことから些細なことまで、非常に膨大な数の情報を有している。だが、知識はあくまで目的ではなく手段らしく、ここがユラとは違う点である。
シェリルには頭が上がらないが、内心では彼女にずっと好意を抱いており、今でも結婚したいと思っている。
バルマ家が保有するチェイン・愚鳩（ドードー）の契約者である。黒い翼を有するチェインの1つで、幻覚を作り出す能力を持っている。最終決戦後はシェリルと結ばれるがその3年後に亡くなる（死因は不明）。
レイム＝ルネット
声： - 、諏訪部順一
年齢：26歳。身長：185 cm。誕生日：7月9日。血液型：O型。
バルマ家の使用人でブレイクの友人。100年前にバルマ家に付き従い「かの国」よりやってきた外来貴族・ルネット伯爵家の第二子。パンドラではある程度責任のある立場にいることが言動から窺える人物で、実際に周囲からの信頼も厚い。生真面目な性格ゆえにいつもブレイクやオスカーやヴィンセントや主人のルーファスといった濃い面子に振り回されている。動揺するとかけている眼鏡を拭き始める癖がある。
とある事情（バルマ公がシェリルへ宛てて書いたラブレターの返事を貰うこと）から過去にレインズワース家に2年間使用人として仕えていたことがある。
契約しているチェインは三月ウサギ（マーチヘアー）。バルマ公の命により、その能力はブレイクにすら隠していた。最終決戦後はシャロンと結婚した。
アーサー＝バルマ
年齢：30歳。身長：176 cm。
100年前「サブリエの悲劇」に遭遇したころのバルマ公爵家の当主。
ジャックから依頼を受け、彼の肉体を5つに引き裂いてグレンを封印したとされる。
「サブリエの悲劇」について手記を残したが、バルマの屋敷内に厳重に隠していた。難解な暗号で記されたその手記には、友・グレン＝バスカヴィルを殺したことへのジャック＝ベザリウスの懺悔が綴られていた。
ミランダ＝バルマ
年齢：26歳。身長：165 cm。
アーサーの妹。100年前にヴィンセントにアヴィスの扉の開き方を教えた張本人である。
人間の首（頭部）をコレクションするという異常性愛を持っており、オズワルドの首を欲しがっていた。
生きたままサブリエと共にアヴィスに堕ち、アヴィスで後にヴィンセント＝ナイトレイと契約する死刑執行人（デイミオス）に変貌する。
カルム＝ルネット
レイムの祖父。
ルーファスの従者をしていたが、とある事件で怪我をし仕事が出来ない状態となり、従者を辞めた。

### バスカヴィルの民（バスカヴィル家）
グレン＝バスカヴィル
「サブリエの悲劇」の首謀者とされているバスカヴィル家の当主。バスカヴィルの民にとっては絶対的な存在であり、また不滅の魂を持っており、肉体を何度も替えながら生き続けている存在。魂が引き継がれた後の肉体は、アヴィスの力が染み込んでいるために、チェインと化す。
鷹獅子（グリフォン）、鴉（レイヴン）、梟（アウル）、愚鳩（ドードー）、黒竜（ジャバウォック）の5体の黒い翼を持つチェインと契約し、またその5体を次の器に移すことで魂を引き継ぐ。
レヴィ
声：  櫻井孝宏、 -
年齢：不明（外見年齢29歳）。身長：178 cm。
先々代のグレン。常ににこやかで明るく軽薄な性格だが、同時に情も薄く残酷である。不変のバスカヴィルの歴史に石を投げ入れようと、アヴィスを人の手で掌握するための実験を行った。
アリスの父親。白アリスに宿ったアヴィスの核を、「アヴィスの意志」と名付ける。オズワルドにグレンを引き継がせた後、器はハンプティダンプティとなった。ジャックにバスカヴィルの城への抜け道を教えた人物であり、また実験の続きをジャックに託した。
オズワルド
声： 谷山紀章、同左
年齢：不明（外見年齢27歳）。身長：186 cm。誕生日：3月10日。血液型：A型。
サブリエの悲劇の首謀者とされている先代のグレン。生真面目で物静かな性格。ジャックとは深い親交があり、笑顔をみせるなど心を許していた。しかし、サブリエでの大虐殺を行った後、ジャックによって殺された。
レイシーの実の兄であり、グレンを引き継いだ後、禍罪の子である彼女をアヴィスへと堕とした。その償いのためか、レイシーと入れ替わりに現実世界へとやってきたアリスの世話をたった一人でしていた。オズの懐中時計の曲、レイシーを作曲した。
ギルバートを次の器にするため従者として傍に置き、穏やかな関係を築いていた。本心ではレイシーを殺したくない、強い想いを持っている者に止めてほしいということをリーオに指摘されとそのことに納得しながらリーオの体を無理矢理乗っ取った影響で死亡した。
リーオナイトレイ公爵家の項を参照。
ロッティ
声： - 、豊口めぐみ
年齢：不明（外見年齢24歳）。身長：164 cm。
本名はシャルロット。ロッティという愛称は、100年前、ジャックが初対面のときにつけたもの。
バスカヴィルの民の一人で、100年前のサブリエで暮らしていた。活発で物怖じしない性格だが現実主義者であり、主の命を遂げるために手段を選ばない冷酷な一面も持つ。一人称は「私」または「おねェさん」であり、オズやヴィンセントに対して名前を呼ぶときは「坊や」と付けて呼ぶ。
グレン（オズワルド）に並々ならぬ敬愛の念を抱いており、100年以上経った現在でもその行方を捜していた。また、グレンの魅力について長々と語るため、ジャックから「ストーカーみたい」と言われた。
オズワルドがグレンを引き継いだ後にバスカヴィルとなったとみられる。
サブリエの悲劇の直後、サブリエとともにアヴィスに堕ち、4年前に現実世界に戻ってきた。
契約しているチェインは'黒獅子（リオン）。
現在の主人であるリーオには、複雑な想いを抱いている。レイムの説得によりグレンを止めるためにオズ達に寝返る。
ツヴァイ
声： - 、広橋涼
年齢：不明（外見年齢16歳）。身長：160 cm。
血を好む残忍な性格で、成人の儀のときからオズを執拗につけ狙う。
その正体はドルディーと契約しているノイズで、これが主人格。ヴィンセントのことを非常に好いている。ドルディーが作り出したエコーのことを単なる「反響音」と称し、軽視している。
契約しているチェインはドルディー。
一人称は「ボク」。子供っぽく残虐な面があり、上の命令を無視して独断行動することもある。そのため、謹慎になることがあったが、謹慎というよりはエコーに精神的に監禁されていた。自身が好きだったヴィンセントが離れていくことでヴィンセントに殺意を抱くようになってしまうがエコーに慰められたことで和解。エコーと共に体の限界がきたことで全身が崩壊して死亡する。
ファング
声： - 、近藤孝行
年齢：不明（外見年齢36歳）。身長：189 cm。
バスカヴィルの民であり、大剣を操る剣士。普段の態度は紳士的で、常にロッティやリリィを気遣っている。顔に掘られた入れ墨は、タグと共にリリィのものを真似ている。好きなものはたそがれること。
ロッティ達と共にユラの屋敷へ封印の石を探しに行き、ブレイクとの戦闘の末、死亡。
契約しているチェインはトーブ。ハーチュでは悲惨な絵を披露している。
ダグ
声： - 、白熊寛嗣
年齢：不明（外見年齢43歳）。身長：202 cm。
ロッティ、ファングと共に行動しているバスカヴィルの民の一人。顔にはリリィをまねて、ファングと対に刺青が彫ってある。無口だが薬草、毒草に造詣がある。絵がうまい。
リリィ
年齢：不明（外見年齢12歳）。身長：139 cm。
バスカヴィルの民の一人。幼い少女であり、顔には魔の入れ墨を彫られている。子供らしく明るく無邪気な性格だが、それゆえに人殺しに罪悪感をもたない。一人称は「私」で、ぞんざいな男口調で話す。
「サブリエの悲劇」が起きた100年後にバスカヴィルの所有する扉から現代にやってきた。
出身地は、エボーシェ村。ひどく貧しく、体の弱かったリリィは家族から能無しと疎まれてきた。挙句の果てには「魔の入れ墨」を顔に無理矢理彫られて、村から追放された。森で息絶えかけた瞬間に、金色の光が身体の中へと入り、バスカヴィルとなった。
ユラ邸での騒ぎでレイムを捕らえた際、お互い"役立たず"同士として、レイムに懐いた。ファングを殺害したブレイクを憎んでおり、ブレイクの死後もブレイクの死体を切り刻みたいと怒りを露わにしたが、レイムの説得により断念する。
契約しているチェインはバンダースナッチ。
レイシー
声： - 、川澄綾子
年齢：不明（外見年齢25歳）。身長：165 cm。誕生日：1月17日。血液型：O型。
ジャックにとって大切な存在だった女性。この世の全てに絶望していたジャックを路地裏で偶然見つけ、気まぐれに愛情を向けたために彼の唯一の希望となる。オズワルドの実の妹である。オズワルドが作曲したオルゴールのタイトル『レイシー』は、ジャックが彼女の名前からつけたもの。
明るく自由奔放な性格で、常識を嫌う強い意志を持つ。
禍罪の子であったため、グレンとなった兄にアヴィスに堕とされた。オズ達が発見したベザリウス家所有の屋敷にあった墓は彼女のものである。
アリス達の母親。レヴィに持ちかけられた実験に、アヴィスの底にいる「誰か」が一人でなくなるのならと合意し、彼の子を孕み、堕されたアヴィスでアリス達を産み落とした。
人殺しを厭わない残酷な面もある。降り注ぐ血を楽しげに浴び歌う様子は、娘のアリス（アヴィスの意志）を彷彿とさせる。
ギルバート
主要人物の項を参照。
ザイ＝ベザリウス
ベザリウス公爵家の項を参照。
ヴィンセント
ナイトレイ公爵家の項を参照。

### アヴィス（永遠の監獄）
アヴィスの意志（アリス）
声： - 、川澄綾子（うさぎ：柚木涼香）
年齢：不明。身長：150 cm。
現在のアヴィスを創り上げていると考えられている、核と呼ぶべき存在。
自らを「アリス」だと名乗っており、容貌もアリス（黒うさぎ）と瓜二つ。しかし髪や瞳の色などは真っ白で、対照的な色彩の容姿を持つアリス（黒うさぎ）とは双子の間柄。純粋無垢な性格をしている。アヴィスの意志としての彼女は、記憶や認識がひどく混乱しており、感情表現に脈絡がない。破壊したチェインから降り注ぐ血のようなものを見て綺麗と発言するなど、狂気じみた残酷な面を見せる。
100年前にはバスカヴィルによる幽閉生活の中でも、アリス（黒うさぎ）と精神内で会話をしたり、その身体を通じて現実世界を見にくるなど、姉妹仲は良好だったようだ。またその折、ジャックと出会って交流を深めるにつれて彼を慕うようになる。幼少時代のギルバートとヴィンセントにも面識があるが、特に自分を苛めるヴィンセントのことは激しく嫌っている。
元々アヴィスには核はあれど、それが意志を持つことは考えられず、あってはならないとされていた。しかし彼女が生まれたことでアヴィスは闇に覆われ、チェインは荒ぶるようになったという。彼女自身も内に宿ったアヴィスの核に精神を侵されており、「大事なものも大事でなくなってしまう」と自分の狂気に怯えている。50年前アヴィスに堕ちてきたブレイク（ケビン）の左目を奪った際には、わずかに正気を取り戻し「アヴィスの意思でいたくない」という願いを伝えた。終盤の決戦で独りぼっちになりたくないと願いアリスによって救われた。最期はアリス達と和解し、チェシャ猫と共にアヴィスの核となった。

#### チェイン
血染めの黒うさぎ（ビーラビット）
アリス
主要人物の項を参照。
オズ
アリス（血染めの黒うさぎ）と同じく、大鎌と鎖を武器とする巨大な黒うさぎの姿をしているチェイン。オズの正体であり、100年前にアリス達が友達として大切にしていたぬいぐるみを原型とするチェインである。
大鎌で様々なものを斬り裂き、現実世界の形を留める鎖をも断ち切るほどの力を持つ。二つの世界を繋げたいというジャックの願いからアヴィスの意志の力でチェインとなり、ジャックと契約を交わした。
アリス達が誕生する前からアヴィスの核の最も近くに在り、他のチェイン達とは一線を画す性質を持っている。
チェシャ猫
声： - 、山口勝平 / 演：田口司
年齢：不明 身長：173 cm。
元々は100年前、幽閉されていたアリス（アヴィスの意志）にとって唯一無二の友であった黒猫。
アヴィスの意志を守るため、人型をかたどるチェインへと姿を変えた。猫であったころにヴィンセントの手で両眼を奪われていたが、チェインとなった後、アヴィスの意志によりブレイクの左眼を与えられた。当時のアリスの記憶から作り出されたアヴィスではない特別な空間に留まり、その記憶のもっとも深い部分を守っていた。
そのため契約者の存在を必要とせず、黒うさぎと同じく特別なチェインとされている。曰くアヴィスの意志の狂信者で、アヴィスの均衡を侵すものをよしとせず、黒うさぎを排除しようとした。
モチーフは「不思議の国のアリス」に登場する「チェシャ猫」。野生動物への食欲を隠さない黒アリスが苦手。ブレイクに敗北し消滅したと思われていたが、実際は空間の狭間をさまよっており、終盤でグレンからアリスを守るために復活した。決戦後はアヴィスの意思と共にアヴィスの核となることを選んだ。

鴉（レイヴン）
ギルバートと正規契約したチェイン。巨大な鳥の骸骨に、無数の鎖と漆黒の巨大な翼を纏った姿をしている。
ナイトレイ家が所有するチェイン。
能力は明らかになっていないが、ギルバートは鴉を使って血染めの黒うさぎ（ビーラビット）の力を封印している。
ユラの屋敷でバスカヴィルと交戦時、蒼炎を発生させる。
モチーフは「鏡の国のアリス」に登場する「大ガラス」。

一角獣（エクエス）
シャロンと正規契約しているチェイン。漆黒の体に、紫の陽炎のような鬣をもつ馬の姿をしている。空間を操る能力を持っており、影と影とを結び、移動可能な穴を作る。しかし、契約者本人の移動はできない。
モチーフは「鏡の国のアリス」に登場する「一角獣」。

イカレ帽子屋（マッドハッター）
ブレイクと正規契約しているチェイン。帽子とマントを身に着けた闇でその中央には大きな目が一つある。アヴィスに関わる全ての力を否定して消滅させる力を持つ、チェインを殺すために生まれたチェイン。
モチーフは「不思議の国のアリス」に登場する「帽子屋」。

梟（アウル）
実在する梟と同じサイズだが、巨大化して人間を運ぶこともできる。無音の闇を作りだす能力を持っている。
レインズワース家が所有するチェイン。

三月ウサギ（マーチヘアー）
レイムと正規契約しているチェイン。帽子を被ったウサギの姿をしている。能力は「契約者を仮死状態にすること」であり、戦う力を持たない。さらに仮死状態にするだけで契約者の傷の治癒まではできない。
モチーフは「不思議の国のアリス」に登場する「三月ウサギ」。

愚鳩（ドードー）
くちばしが大きく、鋭く曲がっている。幻覚を作り出すことができる。
バルマ家の所有するチェイン。
モチーフは「不思議の国のアリス」に登場する「ドードー」。

白の騎士（アルブス）
声： - 、酒巻光宏
ブレイクがケビン＝レグナードであったころに違法契約していたチェイン。
アヴィスの意志に歯向かおうとしたブレイクを攻撃するが、「ブレイクとの会話を邪魔された」ことに怒ったアヴィスの意志によって破壊された。
モチーフは「鏡の国のアリス」に登場する「白の騎士」。

眠り鼠（ヤマネ）
ヴィンセントと正規契約したチェイン。
ヴィンセントは度々このチェインの力にあてられ、突然眠りだしてしまうことがある。相手の頭部に数秒触れると相手を眠らせることが出来る。
モチーフは「不思議の国のアリス」に登場する「眠り鼠（ヤマネ）」。

黒獅子（リオン）
ロッティと契約を交わしているチェイン。王冠を被った獅子の姿をしている。
モチーフは「鏡の国のアリス」に登場する「ライオン」。

ドルディー
声： - 、櫻井浩美
ツヴァイと契約しているチェイン。体を拘束されている女性のような姿をしている。対象を自身の髪の毛で拘束し、精神内にドルダムという別人格を作って操る能力を持つ。
モチーフは「鏡の国のアリス」に登場する「トウィードルダム」。

バンダースナッチ
リリィと契約しているチェイン。尻尾を複数持った黒い大きな犬の姿をしている。
モチーフは「鏡の国のアリス」に登場する「バンダースナッチ」。

鷹獅子（グリフォン）
ザイ＝ベザリウスと契約を交わしているチェイン。四大公爵家の一つ、ベザリウス家の所有するチェインで、当主の証でもある。
アヴィスと空間を繋ぎ、人をアヴィスへ引きずり込むことができる。
モチーフは「不思議の国のアリス」に登場する「グリフォン」。

黒竜（ジャバウォック）
グレンと契約を交わしていたチェイン。現在はリーオと契約を交わしている。
モチーフは「鏡の国のアリス」に記述されたナンセンス詞「ジャバウォックの詩」に登場する。

ハンプティダンプティ
フィアナの家の子供達と、エリオットと違法契約したチェイン。
己の分身を作り上げ契約者を増やすことで刻印への負担を分散、つまりは契約者を増やせば増やすだけ刻印の針の進みを遅くすることが出来る。ナイトレイ家の孤児院である「白き天使の家」では、悲しみをなくすおまじないと称して多くの子供にこのチェインと違法契約、記憶の改竄をさせていた。先々代のグレン（レヴィ）がチェインと化した姿で、グレンの魂を護ろうとする特性がある。
首狩りだと思われていたが、実は首狩り（死刑執行人・ヴィンセント）の模倣犯。
モチーフは「鏡の国のアリス」に登場する「ハンプティ・ダンプティ」。

死刑執行人（ディミオス）
ヴィンセントと違法契約をしているチェイン。
フレッド＝ナイトレイとその叔父を殺した際、死刑執行人の影を見た者の証言から「首狩りの女王（クイーン・オブ・ザ・ハート）」と呼ばれるようになったチェイン。
その正体は、グレン（オズワルド）に死なない程度に攻撃され、生きたままアヴィスに堕ちたミランダ＝バルマである。
モチーフは「不思議の国のアリス」に登場する「ハートの女王」。

マッドベイビー
声： - 、園部好德
オズがアヴィスに堕とされた際に襲われたチェイン。人の記憶を盗み見て弄ぶ。アリス（黒うさぎ）に倒された。
モチーフは「不思議の国のアリス」に登場する「赤ん坊」。

蟲（グリム）
声： - 、大原崇
フィリップの父、ウィリアムと違法契約を交わしていたチェイン。幼虫に人の手が生えたような醜い外見を持つ。尻尾を振りまわして戦う。
モチーフは「不思議の国のアリス」に登場する「芋虫」。

トランプ
声： - 、相馬幸人
最も低能な部類のチェイン。いくつかの種類がいる。
モチーフは「不思議の国のアリス」に登場する「トランプ」。

### その他
フィリップ＝ウェスト
声： - 、比嘉久美子
貴族だったが家が没落し、父親と二人暮らしをしていた。母親は亡くしている。イジメを受けていたところをオズに助けられた。
後にナイトレイが運営する「白き天使（フィアナ）の家」に保護されたが、ハンプティダンプティと違法契約させられて、父の死を忘れてしまった。フィリップをアヴィスに堕としたくないと思ったオズから、父の死を告げられた上でハンプティダンプティを破壊された。
ウィリアム＝ウェスト
声： - 、置鮎龍太郎
フィリップの父親で、蟲（グリム）の違法契約者。一度パンドラに捕らえられるが脱走し、オズの説教で更生しかけるも、ヴィンセントによって射殺された。
イスラ＝ユラ
年齢：38歳。身長：192cm。誕生日：9月3日。血液型：A型。
バルマ家の故郷（かの国）の人間。かの国の権力者の息子であるためにパンドラも下手に手を出せない存在。ルーファスと同じく情報収集が趣味（バルマ曰く「同属」）であり、またジャック＝ベザリウスの熱烈なファンである。ただし、情報そのものを生きる目的としているところが、あくまで手段と見ているルーファスとは異なる。
封印の石を屋敷に所有しており、オズ達はその有無を確かめるため、オズの社交界デビューという名目でユラの屋敷に潜入した。
杭に蛇が絡みついたようなシンボルの小さなカルト教団のトップ。教団で「サブリエの悲劇の再来」がこの世の救いと説いてきたが、彼自身はそのことを全く信じておらず、単にサブリエの悲劇を再来させようと信者を利用していただけだった。また、首狩り事件で息子を次々と失い心を病んでいたヴァ―ニスに取り入ることで、ナイトレイ公と裏で手を結んでおり、資金や情報提供と引き換えに「白い天使（フィアナ）の家」のチェインの実験に教団と共に介入していた。
圧倒的な未知を前に笑って逝きたいと発言したり、サブリエの悲劇を「美しい眺め」と発言したりと、常人とはかけ離れた感性の持ち主。その狂気からフィアナの家の子供達を利用してサブリエの悲劇を再現しようとして、オズの激しい怒りを買う。しかし最終的には、皮肉にも崇拝するジャックの手で、圧倒的な未知を前に死ぬという願いが叶えられる形となったことで笑いながら絶命した。
リータス
カリオン地方の外れの屋敷に住む、術者の末裔の老人。封印の石を護っている。封印の石を黒うさぎの力を持つ者以外に渡してはならないと教えられていた。
残りの時間をマリーのために使いたいと思っていたが、首狩り（ヴィンセント）に遭い死亡し、封印の石も破壊された。
マリー
幼いころ村人の手により森に捨てられた少女。リータスに拾われて以来は彼の手足となるべく長年尽くしてきた。糸鋸を武器として戦う。
首狩り（ヴィンセント）に遭い、死亡。
シンクレアのお嬢様
声： - 、櫻井浩美
ケビン＝レグナードが仕えていたシンクレア家の令嬢。ケビンが過去を改竄したため、一族共々亡くなる。

## 用語
チェイン
アヴィスで生まれた生命体の総称。そのほとんどが異形で、蟲（グリム）やトランプなど亡霊のような姿をしている。人間に「過去を変えることができる」と契約を持ちかける。人間に勝手に取り憑くことはない。
中でもビーラビット（血染めの黒うさぎ）は最も危険な存在の一つとされている。
黒い翼を持つチェインは、アヴィスとオズ達の住む世界を行き来できる能力を持つ。
契約（けいやく）
異世界の生物であるチェインは、こちらの世界で存在を安定させるために人間と契約を交わす。
契約には、パンドラが考案した正規の方法による契約と、アヴィスに堕ちた人間やアヴィスから出てきたチェインに契約を持ちかけられた人間が勝手に行う違法契約の2つがある。
稀に契約の影響で体の成長が止まってしまう者がいる（シャロン、ブレイク、ルーファスなど）。しかし姿が変わらない分それだけの負担が体にかかっているため、不老不死というわけではない。
契約者（けいやくしゃ）
チェインと契約を交わした人間のこと。違法契約者には胸に時計の形をした印が現れ、時間が経つにつれて針の位置が移動する。刻印の針が一周してしまうとアヴィスの最下層に堕とされる。過去を変える力を得ようとする違法契約者は、契約したチェインにタイムリミットが来るまで人間を食べさせ続けなければならない。
アヴィス
「大罪を犯した者の所へアヴィスからの使者が来て、恐ろしい場所に連れて行かれる」と闇の牢獄として言い伝えられているが、実際には牢獄とは相違なる「壊れたおもちゃ箱」のような空間。踝の辺りまで液体で覆われている。アヴィスの意志によって作り上げられている異世界で、チェインを産み出す母胎とも考えられている。
時の狂った空間で、脱出できても元の時代に戻れるとは限らない。グレンは、あらゆる時と繋がり、それを支配しえるアヴィスを、世界の縮図のようなものだと考えていた。
アヴィスの意志が産まれるまでは、金色に輝く美しい世界だったという。現在では、アヴィスの使者であるバスカヴィルでさえも、正確に時を渡ることができない。
パンドラ
表向きは国直属の治安維持機関だが、実際は四大公爵家によって作られたアヴィスの研究、またはそれにまつわる仕事を解決する機関。構成員は全て貴族もしくはその従者。アヴィスの意志を欲している。
主要人物のオズ、アリス、ギルバート、ブレイク、シャロンを始め、公爵家の人間のほとんどが所属もしくは関係を持っている。
四大公爵家（よんだいこうしゃくけ）
100年前に起こった天変地異以前から続く4つの公爵家。国直属の治安維持機関パンドラを作りあげ、各々の家がアヴィスへの扉と特別なチェインを所有しており、その存在により今の地位を約束されている。オズ、シャロン、エリオットは正式な血族であり、ギルバート、ヴィンセントは養子である。
ベザリウス家、ナイトレイ家、レインズワース家、バルマ家で構成されている。100年前にバスカヴィルから奪ったアヴィスの扉をそれぞれ保持している。
ベザリウス家はサブリエの悲劇のジャックの活躍以降で出世し、一方でナイトレイ家は100年前の裏切りの嫌疑をかけられていることから、光と闇のような関係だとされている。オズの母親を殺したのがナイトレイ家だとも言われているが、真相は明らかになっていない。
バスカヴィルの民（バスカヴィルのたみ）
パンドラと敵対する組織で、アヴィスの意志を欲している。ある理由からオズをアヴィスへ堕とした。「紅き死神」、「アヴィスの使者」などの異名を持つ。全員がフード付きの赤いマントを着ている。強力な違法契約者の集団。
その正体は約100年前に四大公爵家によって倒されたバスカヴィル家の者たちであり、「サブリエの悲劇」の際にアヴィスに落ちたがその後脱出している。
本来は自由にアヴィスを介して時を渡れるが、アヴィスの意志が誕生してからは、正確に時を渡ることができなくなった。
バスカヴィルはアヴィスに選ばれた使者であり、血のつながりはない。
個人差はあるものの、驚異的な治癒能力を持ち、特殊なチェインの攻撃以外では致命傷にはならない。普通の人間と同じような心を持つが、アヴィスとの関わりが深いために他者との間に歪みが生じ、また周囲にもその影響をもたらす。バスカヴィルになる以前は迫害される場合が多く、理解者であるバスカヴィル同士の絆は堅い。
アヴィスへと繋がる5つめの扉をサブリエに隠し持つ。アヴィスに秩序を戻すため、アヴィスの意志の破壊を望んでいる。
サブリエの悲劇（サブリエのひげき）
バスカヴィル家によってかつての首都・サブリエがアヴィスへと墜とされた事件。被害が国全体へと及ぶのを四大公爵家が食い止め、バスカヴィル家が所有していたアヴィスへの5つの扉のうち4つを手に入れたという。アヴィスの意志もこの事件に関わっているものと考えられる。100年前の出来事と言われている。
禍罪の子（まがつみのこ）
紅い眼を持つ人間への差別用語。災いをもたらすとされ、紅い眼の人間は厳しい迫害を受けていた。ブレイクの生きた50年前には既に忘れ去られていたが、かつて100年前に生きていたヴィンセントは、辛い幼少時代を送った。
グレンにだけ許されるはずの「アヴィスの核との接触」が可能なため、アヴィスの危険因子とされる。バスカヴィルが周囲にもたらす歪みの影響で、レイシーのようにグレンの兄弟として産まれることが稀にある。そうした者は、兄弟がグレンを引き継ぐまで生かされ、グレンの手によってアヴィスに落される。
首狩り事件（くびかりじけん）
首狩りの女王（クイーン・オブ・ザ・ハート）と仮定されたチェインによって、ナイトレイ家の関係者などが首を刎ねられ殺害される事件。
同一犯による事件ではなく、ヴィンセント（死刑執行人）とエリオット（ハンプティダンプティ）がそれぞれ引き起こしたもの。
封印の石（ふういんのいし）
グレンの魂を縛る封印。
100年前にジャックがグレン（オズワルド）を殺した後、サブリエの悲劇の再来を防ぐため、術師に依頼し自身の体を五つにわけ、グレンの意識を封じ込めたとされている。
当代グレンであるリーオはその封印のためにグレンとしての自覚や能力を持たず、バスカヴィルの民も、本来わかるはずのグレンの気配を感じることができない。
大きな半透明の岩の形をしており、その中心には封印に使われた四肢や首がある。特殊な材質で、銃弾を一発当てただけで砕け散る。
百の巡り（ひゃくのめぐり）
人が死ぬと、金色の世界を旅し、100年後に生まれ変わるという言い伝え。

## テレビアニメ
2009年4月から同年9月まで、TBSテレビ・毎日放送（MBSテレビ）・BS-TBS・中部日本放送（現・CBCテレビ）にて放送された。全25話。第1話で登場する成人の儀の屋敷は「普通の屋敷だとすぐ見終わってしまう」「異様な雰囲気を醸し出しつつ、次の話に繋がってくれればいいかな」との理由で原作と違い城のよう広い建物になっている。また原作の持っている雰囲気を出すため、ロングショットが好きな監督のクセで、カメラワークに引きとアップのメリハリが付けられており、スタッフにお願いしてるのはカメラの露出で、監督いわく「明るいところに露出が合わせたカットでは、暗いところに入っていったキャラは見えなくなってもてもいいと。画面のコントラストを際立たせようにしている」とのこと。それまで通常世界でいた世界から、奇妙な世界に入っていく感覚を、影の描き方でだそうと、人や物の影の中にテクスチャーが貼られていたりする。作中のタバコの煙は全てビデオカメラで撮ったりした実写合成である。

### スタッフ
- 原作 - 望月淳（掲載：「月刊Gファンタジー」スクウェア・エニックス刊）[4]
- 監督 - 加戸誉夫[4]
- シリーズ構成 - 関島眞頼[4]
- キャラクターデザイン - 小林千鶴、山岡信一[4]
- プロップデザイン - 影原半蔵
- 美術監督 - わたなべけいと
- 色彩設定 - 関本美津子
- 撮影監督 - 工藤友紀
- 編集 - 坂本久美子
- 音響監督 - 高寺たけし
- 音楽 - 梶浦由記[4]
- プロデューサー - 田中豪、岩崎篤史、千野孝敏、中山佳子、松永裕一、相田武一郎
- アニメーション制作 - XEBEC[4]
- 製作協力 - メディアファクトリー、XEBEC、FCC、ムービック、フライングドッグ、ポニーキャニオンエンタープライズ
- 製作 - Pandora Project、TBS

### 主題歌
オープニングテーマ「Parallel Hearts」
作詞・作曲・編曲 - 梶浦由記 / 歌 - FictionJunction (KAORI,KEIKO,WAKANA&Yuriko Kaida)
エンディングテーマ
「Maze」（第1話 - 第13話）
作詞 - ああ / 作曲 - 奥井雅美 / 編曲 - MACARONI☆ / 歌 - savage genius feat.近江知永
「私をみつけて。」（第14話 - 第25話）
作詞 - ああ / 作曲 - 奥井雅美 / 編曲 - 西田マサラ / 歌 - savage genius

### 各話リスト
| 話数   | サブタイトル                          | 脚本       | 絵コンテ     | 演出           | 作画監督                 | 総作画監督                 |
| ------ | ------------------------------------- | ---------- | ------------ | -------------- | ------------------------ | -------------------------- |
| 第1話  | 罪なき平穏 Innocent Calm              | 関島眞頼   | 加戸誉夫     | うえだしげる   | 堀たえ子                 | 小林千鶴                   |
| 第2話  | 断罪の嵐 Tempest of Conviction        | 久保田雅史 | 中村里美     | 中村里美       | 高橋晃                   | 小林千鶴 山岡信一          |
| 第3話  | 迷い子と黒うさぎ Prisoner&Alichino    | 荒木憲一   | 高橋秀弥     | 高橋秀弥       | 長屋侑利子 大浪太        | 小林千鶴                   |
| 第4話  | 朝日影の場所 Rendezvous               | 北嶋博明   | 西森章       | イワナガアキラ | 永松久芳 MANASITA        | 小林千鶴                   |
| 第5話  | 時計回りの悪夢 Clockwise Doom         | 丸川直子   | 上坪亮樹     | 上坪亮樹       | 乗田拓茂                 | 小林千鶴                   |
| 第6話  | 食い違った現在地 Where am I?          | 久保田雅史 | 黒田幸生     | 黒田幸生       | 中谷友紀子 渡辺奈月      | 高見明男 小林千鶴          |
| 第7話  | 深淵からの呼び声 Whisperer            | 荒木憲一   | 小坂春女     | うえだしげる   | 竹谷今日子               | 小林千鶴                   |
| 第8話  | 隠者の問い掛け Question               | 北嶋博明   | 孫承希       | 孫承希         | 長屋侑利子 大浪太        | 小林千鶴                   |
| 第9話  | 呪いの言葉 Malediction                | 関島眞頼   | 西森章       | 岡佳広         | 松井祐子                 | 小林千鶴                   |
| 第10話 | 重なる影 Grim                         | 丸川直子   | 高橋秀弥     | 高橋秀弥       | 高橋晃                   | 小林千鶴 山岡信一 堀たえ子 |
| 第11話 | 堕とされた鴉 A Lost Raven             | 北嶋博明   | 西森章       | イワナガアキラ | 永松久芳 Hue Hye Jung    | 堀たえ子                   |
| 第12話 | 鏡の国 Welcome to Labyrinth           | 久保田雅史 | 黒田幸生     | 黒田幸生       | 渡辺奈月                 | 山岡信一 堀たえ子          |
| 第13話 | 歪んだ記憶の住人 Keeper of the secret | 荒木憲一   | 二瓶勇一     | 上坪亮樹       | 乗田拓茂                 | 小林千鶴                   |
| 第14話 | 紅き隻眼の悪魔 Hollow socket eye      | 関島眞頼   | うえだしげる | うえだしげる   | 高橋晃                   | 山岡信一 堀たえ子          |
| 第15話 | 誰がための言葉 Who killed poor Alice? | 荒木憲一   | 中村里美     | 中村里美       | 竹谷今日子 佐野陽子      | 小林千鶴                   |
| 第16話 | 英雄と少年 His name is...             | 久保田雅史 | 黒田幸生     | 黒田幸生       | 小谷杏子                 | 堀たえ子                   |
| 第17話 | 懐旧の旋律 Hello my sister!           | 北嶋博明   | 樋口香里     | 高橋秀弥       | 熊谷勝弘                 | 山岡信一 堀たえ子          |
| 第18話 | とある従者の死について Eliot & Leo    | 丸川直子   | 平尾みほ     | 平尾みほ       | 小林千鶴                 | -                          |
| 第19話 | 涙の池 The Pool of Tears              | 荒木憲一   | 孫承希       | うえだしげる   | 高橋晃                   | 山岡信一 堀たえ子          |
| 第20話 | うつりゆく音 Modulation               | 久保田雅史 | 上坪亮樹     | 上坪亮樹       | 長屋侑利子 村上真紀 南凛 | 小林千鶴 山岡信一 堀たえ子 |
| 第21話 | 純白のくろ Snow White Chaos           | 関島眞頼   | 黒田幸生     | 黒田幸生       | 永松久芳 Hue Hye Jung    | 堀たえ子                   |
| 第22話 | 失意の対価 Counter Value of Loss      | 北嶋博明   | 中村里美     | 高橋秀弥       | 江森真理子 門智明        | 小林千鶴 山岡信一          |
| 第23話 | 軋む世界 A Warp in the World          | 久保田雅史 | 樋口香里     | うえだしげる   | 長屋侑利子 大浪太        | -                          |
| 第24話 | 憐れみの讃歌 Kyrie                    | 荒木憲一   | 榎本明広     | 黒田幸生       | 山岡信一 堀たえ子        | -                          |
| 第25話 | 否定の彼方へ Beyond the winding road  | 関島眞頼   | 加戸誉夫     | 高橋秀弥       | 小林千鶴                 | -                          |

### 放送局
| 放送地域   | 放送局       | 放送期間                 | 放送日時           | 放送系列 | 備考   |
| ---------- | ------------ | ------------------------ | ------------------ | -------- | ------ |
| 関東広域圏 | TBSテレビ    | 2009年4月2日 - 9月24日   | 木曜 25:29 - 25:59 | TBS系列  | 製作局 |
| 近畿広域圏 | 毎日放送     | 2009年4月9日 - 10月1日   | 木曜 26:25 - 26:55 | TBS系列  |        |
| 中京広域圏 | 中部日本放送 | 2009年4月9日 - 10月1日   | 木曜 26:30 - 27:00 | TBS系列  |        |
| 日本全域   | BS-TBS       | 2009年4月25日 - 10月10日 | 土曜 24:30 - 25:00 | BS放送   |        |

 『PandoraHearts おまけ』 
DVD各巻収録の映像特典。1巻は原作2巻カバー裏漫画の映像化。
| 話数  | アイキャッチ | サブタイトル                     | 脚本       | 絵コンテ・演出 | 作画監督 | 総作画監督 |
| ----- | --- | -------------------------------- | ---------- | -------------- | -------- | ---------- |
| 第1話 | PandoraHearts（めいどらは〜つ）                                                                                     | 迷探偵無礼句!!!                  | 丸川直子   | 孫承希         | 小林千鶴 | -          |
| 第2話 | PandoraHearts（パンダ等ハ〜ツ!!）                                                                                   | シャロンの胸キュンドキドキ大作戦 | 丸川直子   | 孫承希         | 小林千鶴 | -          |
| 第3話 | PandoraHearts（パンドラ学園 野球部） PandoraHearts（パンドラ学園 テニス部） PandoraHearts（パンドラ学園 剣道部）    | ドキドキ♥パンドラ学園!!          | 丸川直子   | 孫承希         | 世良悠子 | 小林千鶴   |
| 第4話 | PandoraHearts（寝顔シリーズ）                                                                                       | アリスとエコーのおつかい         | 松村ゆかり | 孫承希         | 世良悠子 | 小林千鶴   |
| 第5話 | PandoraHearts（Marine Sports）                                                                                      | ドキドキ♥パンドラ学園!!Part2     | 丸川直子   | 孫承希         | 世良悠子 | 小林千鶴   |
| 第6話 | PandoraHearts（寝顔シリーズII）                                                                                     | 9度目の奇跡!?                    | 松村ゆかり | 孫承希         | 世良悠子 | 小林千鶴   |
| 第7話 | PandoraHearts（聖騎士コスプレ） PandoraHearts（RPG的(?)なコスプレ） PandoraHearts（戦国武将コスプレ）               | 聖騎士物語 紙芝居版              | 丸川直子   | 孫承希         | 世良悠子 | 小林千鶴   |
| 第8話 | PandoraHearts（チェシャ猫編-なめんな-） PandoraHearts（チェシャ猫編-ネコ鍋-） PandoraHearts（チェシャ猫編-大怪獣-） | チェシャの部屋                   | 松村ゆかり | 孫承希         | 世良悠子 | 小林千鶴   |
| 第9話 | PandoraHearts（温泉旅行-男湯-） PandoraHearts（温泉旅行-女湯-） PandoraHearts（温泉旅行-宴会で…-）                  | くつろぎの空間あびす             | 丸川直子   | 孫承希         | 世良悠子 | 小林千鶴   |

## インターネットラジオ
『パンドララジオ〜アヴィスの使者がやってくる!?〜』
- パーソナリティ：皆川純子（オズ＝ベザリウス役）、鳥海浩輔（鴉（レイヴン） / ギルバート＝ナイトレイ役）
- 配信日：2009年3月13日 - 2009年10月30日（全15回）
- 更新日：隔週金曜日更新
- 配信サイト：メディファクラジオ

## ドラマCD
【2009年にflying DOGより発売】
- 「PandoraHearts」ドラマCD1 CDドラマシアター 「ベザリウス学園の悪夢」 2009年9月23日
- 「PandoraHearts」ドラマCD2 CDドラマシアター 「アリスのむ茶会」 2009年10月14日

【2011年にスクウェア・エニックスから発売】
- 「PandoraHearts」16巻 初回限定生産特装版 ドラマCD 「Retrace:42.5 A SIDE EPISODE OF Unbirthday」2011年11月26日
- 「PandoraHearts」22巻 初回限定特装版 ドラマCD「Another story of PROMISE LOST」2014年4月26日

## ミュージカル

### ミュージカル「PandoraHearts」
連載終了から10年を経て、2025年11月に上演予定。

#### 公演日程・会場
2025年11月7日 - 16日、シアターH

#### スタッフ
- 脚本・演出 - 山崎彬
- 作詞 - 高橋亜子
- 音楽 - 富貴晴美
- 原作 - 望月淳（「Gファンタジーコミックス」スクウェア・エニックス刊）

## 書誌情報

### 単行本
- 望月淳 『PandoraHearts』 スクウェア・エニックス〈Gファンタジーコミックス〉、全24巻
  1. 2006年10月27日発売[8]、ISBN 4-7575-1808-0
  2. 2007年3月27日発売[9]、ISBN 978-4-7575-1979-4
  3. 2007年7月27日発売[10]、ISBN 978-4-7575-2062-2
  4. 2007年12月27日発売[11]、ISBN 978-4-7575-2193-3
  5. 2008年4月26日発売[12]、ISBN 978-4-7575-2272-5
  6. 2008年8月27日発売[13]、ISBN 978-4-7575-2367-8
  7. 2008年12月27日発売[14]、ISBN 978-4-7575-2454-5
  8. 2009年3月27日発売[15]、ISBN 978-4-7575-2526-9
  9. 2009年7月27日発売[16]、ISBN 978-4-7575-2631-0
  10. 2009年11月27日発売[17]、ISBN 978-4-7575-2735-5
  11. 2010年3月27日発売[18]、ISBN 978-4-7575-2833-8
  12. 2010年7月27日発売[19]、ISBN 978-4-7575-2947-2
  13. 2010年11月27日発売[20]、ISBN 978-4-7575-3077-5
  14. 2011年3月26日発売[21]、ISBN 978-4-7575-3182-6
  15. 2011年7月27日発売[22]、ISBN 978-4-7575-3304-2
  16. 2011年11月26日発売[23]、ISBN 978-4-7575-3356-1
    - 初回限定特装版：同日発売[24]、ISBN 978-4-7575-3357-8

  17. 2012年3月27日発売[25]、ISBN 978-4-7575-3358-5
    - 初回限定特装版：同日発売[26]、ISBN 978-4-7575-3314-1

  18. 2012年7月27日発売[27]、ISBN 978-4-7575-3682-1
  19. 2012年11月27日発売[28]、ISBN 978-4-7575-3584-8
    - 初回限定特装版：同日発売[29]、ISBN 978-4-7575-3586-2

  20. 2013年5月27日発売[30]、ISBN 978-4-7575-3585-5
    - 初回限定特装版：同日発売[31]、ISBN 978-4-7575-3587-9

  21. 2013年11月27日発売[32]、ISBN 978-4-7575-4151-1
  22. 2014年4月26日発売[33]、ISBN 978-4-7575-4197-9
    - 初回限定特装版：同日発売[34]、ISBN 978-4-7575-4196-2

  23. 2015年6月27日発売[35]、ISBN 978-4-7575-4528-1
  24. 2015年6月27日発売[36]、ISBN 978-4-7575-4529-8

### 小説
- 若宮シノブ（著） / 望月淳（原作・イラスト） 『PandoraHearts 〜Caucus race〜』 スクウェア・エニックス〈Gファンタジーノベルズ〉、全3巻
  1. 2011年3月26日[37]、ISBN 978-4-7575-3186-4
  2. 2012年3月27日[38]、ISBN 978-4-7575-3545-9
  3. 2013年5月27日[39]、ISBN 978-4-7575-3936-5

### 関連書籍

#### ガイドブック
- 『PandoraHearts Official Guide 8.5 mine of mine』2009年3月27日発売[40]、ISBN 978-4-7575-2531-3
- 『PandoraHearts Official Guide 18.5 〜Evidence〜』2012年7月27日発売[41]、ISBN 978-4-7575-3649-4
- 『PandoraHearts Official Guide 24+1 Last Dance!』2015年6月27日発売[42]、ISBN 978-4-7575-4530-4

#### 画集
- 『望月淳 画集 PandoraHearts〜odds and ends〜』2009年9月26日発売[43]、ISBN 978-4-7575-2674-7
- 『望月淳 2nd画集 PandoraHearts 「There is.」』2015年6月27日発売[44]、ISBN 978-4-7575-4531-1

#### オフィシャルアニメーションガイド
- 『PandoraHearts OFFICIAL ANIMATION GUIDE 〜パンドラボックス〜』2009年9月26日発売[45]、ISBN 978-4-7575-2694-5

## 読み切り「パンドラハーツ」
『Gファンタジー』2005年1月号に掲載され、『PandoraHearts』8巻に収録。

### あらすじ（読み切り）
若い女が全身切り刻まれる連続殺人事件が起きている。その事件の犯人の名は「B・RABBIT（ビーラビット）」。
教会の神父であるハリス＝ワトソンは、この事件を起こした犯人はただの人間ではなく、闇の世界の住人の「アヴィス」の仕業だと告げたのであった。

### 登場人物（読み切り）
ハリス＝ワトソン
本作の主人公。教会に住む若き神父。情に厚く正義感あふれる青年で、教会の仕事のみならず、街で起こる連続殺人事件を解決すべく、犯人探しに奔走している。
以前、殺傷犯から子供を庇い生命の危機に陥ったが、奇跡的に一命を取り留めた。そのため、人々には「神に護られた特別な神父」と呼ばれている。以来、神の声が聞こえるようになり、信仰深い彼は神の教えに従い「アヴィス」を滅するという使命感に駆られている。
しかし、彼に聞こえる声は神などでなく「トランプの5」という契約したアヴィスのものだった。また、アヴィスに操られ「B・RABBIT」の名を名乗り殺人を犯していた犯人。
オズ
ハリスと事件の犯人を探すべく行動していた少年。
「B・RABBIT」という時を司るアヴィスの契約者。アヴィスからハートの王の存在を聞きだし、妹のアリスを取り戻すために手掛かりとなる情報を探している。
ギルバート
全身黒尽くめの青年。オズからは「ギル」と呼ばれている。オズと共に行動している。
ハートの王
トランプと呼ばれているアヴィス達を操り統べる存在。アヴィス達から「マスター」と呼ばれている。
アリス
オズの妹。「ハートの王」の契約者。